# Старе Мочидли
Старе Мочидли (пол. Stare Moczydły) — село в Польщі, у гміні Перлеєво Сім'ятицького повіту Підляського воєводства.
Населення — 45 осіб (2011).
У 1975-1998 роках село належало до Ломжинського воєводства.

## Демографія
Демографічна структура станом на 31 березня 2011 року:
|          | Загалом | Допрацездатний вік | Працездатний вік | Постпрацездатний вік |
| -------- | ------- | ------------------ | ---------------- | -------------------- |
| Чоловіки | 21      | 6                  | 11               | 4                    |
| Жінки    | 24      | 3                  | 15               | 6                    |
| Разом    | 45      | 9                  | 26               | 10                   |